# ヒョウタンツギ
ヒョウタンツギは、手塚治虫の漫画に頻繁に登場するギャグキャラクター。逆三日月の眼をしたしかめっ面、豚のような鼻とヒョウタンの形をした顔に多数のツギハギが印象的である。

## 概要
ヒョウタンツギは、手塚治虫の妹である美奈子が落書きしたものから誕生。本人によれば、ヒョウタンツギは茸の一種であり、常にガスを口（?）から噴射し、スープに入れて食べると汗が出るほど温まるという。
この落書きを元に、手塚治虫は数々の漫画にヒョウタンツギを登場させており、真面目な話の途中にもヒョウタンツギを登場させ、マンネリ感が出ないよう作品のバランスを均等に保っている役割をしている。果ては主役脇役問わず、普通の人間のキャラの顔が突然ヒョウタンツギの顔になったり、登場人物と会話したこともある。
頭から、自らの子供（?）が生えた状態で登場したこともある。一人称は「わし」。
手塚作品の英語翻訳版では、ヒョウタンツギの英語名は“PATCH GOURD”（ツギ・ヒョウタン）になる。
同様のナンセンスキャラクターとしては、「ブクツギキュ」（これも妹の絵が元）や、「スパイダー」、「ブタナギ」、「ママー」などがあるが、「ヒョウタンツギ」が最もいろいろな漫画作品に頻繁に現れているために認知度は一番であろう。
ヒョウタンツギを題材にした手塚治虫のSF短編小説作品「妖蕈譚」もある（『キノコの不思議』、光文社（1976年）；『手塚治虫漫画全集　384　別巻２』、講談社（1996年）；『立東舎文庫　手塚治虫小説集成』、リット-ミュージック（2016年）に収録。）

## 登場作品
ヒョウタンツギは非常に多くの手塚作品に登場する。
妖蕈譚　(読み：ヨウシンタン)
手塚の短編小説。世界がヒョウタンツギに飲み込まれていくさまが不気味に描かれている。
ブラック・ジャック
ブラック・ジャックが心電図にヒョウタンツギが出たと聞いて「この患者は助かる」と言ったエピソードがある（手塚治虫全集 ブラック・ジャック 第9巻 第9話「二人三脚」）。他にも工事現場で働く力有武の弁当のおかずにみすぼらしいヒョウタンツギが入っていたり、「手術を任せる。成功すればよし、失敗しても病院の責任ではなかろう」と聞かされた他の医師たちが“何ですと!?”という表情になった際に全員ヒョウタンツギの顔になったり（「白い目」）、密猟者のナイロンがイリオモテヤマネコをおびき寄せるために使った罠用の餌だったりと、非常に幅広い。
また原作エピソード『春一番』を元に制作された実写映画『瞳の中の訪問者』でも絵画としてさりげなく登場する。
火の鳥（黎明編）
物語終盤、グズリ一家の暮らす火口跡の底に「新種の草」として生えてくる。
火の鳥（鳳凰編）
作中において聖武天皇は意図的に顔を見せない演出がされているが、一度だけ顔がヒョウタンツギに作画されて登場。
ハトよ天まで
自らを仙人と言って登場してくるシーンがある。
ジェッターマルス
アニメーション。エンディングに登場し、マルスとずっと喧嘩している。当時の書籍「ジェッターマルス図鑑」（徳間書店、1977年）にヒョウタンツギの解説が掲載された。
ブッダ
ブッダは宿とした農家で出されて食べたキノコ料理によって、食中毒にあたり亡くなることとなるが、このキノコがヒョウタンツギ（仏典では、スーカラマッタヴァであり、キノコ説と豚肉説がある）。ブッダによれば、ヒョウタンツギはなかなか味が良いらしい。また、初期の主人公である奴隷・チャプラは、奴隷であることの証として足の裏にヒョウタンツギ模様の烙印が押されていた。
など多数。
（ヒョウタンツギの出演作品リスト（手塚プロダクション内のページ））
「鉄腕アトム」では、スパイダー同様、不要なシーンに脈絡なく登場し「余計なところに出て来るな、大事な場面なんだぞ」とヒゲオヤジに蹴飛ばされたりしている（「ホット・ドッグ兵団」）。

## 逸話
- 『ブラック・ジャック』の第57話「ブラック・クィーン」に、「ヒョウタンツギ・スープ」という料理が出てくる。『週刊少年チャンピオン』本誌初出時（1975年1月13日号）、絵の下に「作り方は282ページ」と作者の手書きで書かれていたが、その号には282ページは存在せず（何ページ仕立てだったのかは未詳だが280ページなかったことは確実）、読者からの問い合わせが編集部に殺到したといわれる。
- アニメ『ブラック・ジャック21』に本編終了後のミニコーナー「写楽をさがせ」があるが、第13話は写楽がメインに登場していたため、「ヒョウタンツギをさがせ」になっていた。
- みなもと太郎「風雲児たち」幕末編において、手塚治虫の曾祖父にあたる手塚良仙（手塚マンガに登場する治虫そっくりに描かれている）が登場し大村益次郎の顔からヒントを得てヒョウタンツギを創作している場面がある。良仙はそのスケッチを手に「何世代か後の子孫が、僕のDNAを受け継いでこれを完成させてくれるかもしれない」と呟いているが、もちろんこれはフィクションでありギャグの一環に過ぎない。
- 2019年から2020年に放送された『鉄腕アトム』を原作とした未就学児・低学年向けのテレビアニメ『GO!GO!アトム』にて、ヒョウタンツギはメインキャラクターとして登場するが、外見は大きく変わり、かわいいデザインとなっている。
- 手塚治虫作品の愛読者であった作家の北杜夫は、『鉄腕アトムクラブ』1965年11月号に、「ヒマラヤのヒョウタンツギ」と題する短編童話を執筆している（新潮文庫版『ぼくのおじさん』、『北杜夫全集』第8巻、等に収録）。日本の登山隊[3]に医師として参加し、ヒマラヤを訪れた北のもとに、地元の人々が診察してもらいに殺到した際、ある貧しい少年が診察のお礼として持ってきたのがヒョウタンツギだった、というあらすじ。また『どくとるマンボウ航海記』（1960年）にも、「ヒョウタンツギ」について「この不思議な動物については手塚治虫氏の著書をよむより手段がない」と説明するくだりがある。